# Elías del Socorro Nieves
Pour les articles homonymes, voir Nieves.
Le bienheureux Elias (Élie) del Socorro Nieves, (21 septembre 1882 - 10 mars 1928), est un prêtre mexicain et martyr. L'Église catholique le célèbre le 10 mars.

## Biographie
Elias del Socorro Nieves est originaire d'une famille de modestes paysans de Yuriria, au Mexique. Orphelin de père, il doit très tôt travailler pour aider à la subsistance de la famille. Puis en 1903, il entre au séminaire augustinien et y reçoit le nom d'Elias del Socorro (« Élie du Secours ») en l'honneur de Notre-Dame du Perpétuel Secours. Il est ordonné prêtre en 1916.
En 1921, il est envoyé à La Cañada de Caracheo, un petit village pauvre où il expérimente des privations de toute sorte.
En 1926, les persécutions gouvernementales le font se réfugier auprès des populations qui lui sont confiées. Cette vie de clandestinité dure quatorze mois. Découvert et fait prisonnier, il est fusillé le 10 mars 1928 à Cañada de Caracheo dans la municipalité de Cortazar, après avoir donné sa bénédiction au peloton d'exécution et distribué aux soldats ses effets personnels.

## Béatification
Le Père Elias del Socorro Nieves a été béatifié par le pape Jean-Paul II le 12 octobre 1997, à Rome.
L'Église catholique le célèbre le 10 mars.